# HMAS Ballarat (FFH 155)
Pour les articles homonymes, voir HMAS Ballarat.
Le HMAS Ballarat (FFH 155) est une frégate de classe Anzac de la Royal Australian Navy (RAN). La frégate a été mise en chantier en 2000 et mise en service dans la RAN à la mi-2004. Depuis son entrée en service, le HMAS Ballarat a participé à la protection des frontières dans le cadre de l’opération Relex II, il a été déployé dans le Golfe Persique pour l’opération Catalyst et il a été l’un des deux navires impliqués dans le tour du monde de l’opération Northern Trident 2009. Le HMAS Ballarat a fait l’objet d’une mise à niveau de sa défense antimissile antinavire (ASMD), qui s’est achevée en 2015.

## Conception et construction
L’origine de la classe Anzac est le plan de la RAN visant à remplacer les six destroyers d'escorte de classe River par une frégate de patrouille de capacité moyenne,,. L’industrie australienne de la construction navale était considérée comme incapable de concevoir des navires de guerre, alors la RAN a décidé de prendre une conception étrangère éprouvée et de la modifier,. À peu près à la même époque, la Royal New Zealand Navy (RNZN) cherchait à remplacer ses quatre frégates de classe Leander. Une détérioration des relations entre la Nouvelle-Zélande et les États-Unis, la nécessité d’améliorer les alliances avec les pays voisins et les points communs entre les exigences des navires de la RAN et de la RNZN ont conduit les deux nations à commencer à collaborer en 1987 en vue de l’acquisition des nouveaux navires,. Un appel d'offres a été lancé par l’Anzac Ship Project à la fin de 1986, avec 12 modèles de navires (dont un dirigeable) proposés,. En août 1987, les candidats de l’appel d’offres ont été réduits à la conception MEKO 200 de Blohm + Voss, à la classe M (plus tard classe Karel Doorman) proposée par Royal Schelde et à une frégate de type 23 de taille réduite proposée par Yarrow Shipbuilders,. En 1989, le gouvernement australien a annoncé que le constructeur naval AMECON basé à Melbourne (qui est devenu Tenix Defence) construirait le modèle MEKO 200 modifié,,. Les Australiens commandèrent huit navires, tandis que la Nouvelle-Zélande en commanda deux, avec une option non exercée pour deux autres,.
Les frégates de classe Anzac sont basées sur les frégates MEKO 200 PN (ou classe Vasco da Gama) de Blohm + Voss, modifiées pour répondre aux spécifications australiennes et néo-zélandaises et pour maximiser l’utilisation d’équipements construits localement,. Chaque frégate a un déplacement de 3600 tonnes à pleine charge. Les navires mesurent 109 mètres de long à la ligne de flottaison et 118 mètres de longueur hors tout, avec une largeur de 14,8 mètres et un tirant d'eau de 4,35 mètres à pleine charge. La propulsion est de type diesel ou gaz combinés (CODOG), avec une turbine à gaz General Electric LM2500-30 de 30 172 ch (22499 kW) et deux moteurs diesel MTU 12V1163 TB83 de 8 840 ch (6590 kW) entraînant deux hélices à pas variable,. La vitesse maximale est de 27 nœuds (50 km/h) et le rayon d'action maximal est de plus de 6 000 milles marins (11000 km) à 18 nœuds (33 km/h). Les navires sont environ 50 % plus grands que les autres modèles MEKO 200,,. L’équipage standard d’une frégate de classe Anzac se compose de 22 officiers et 141 marins.
Lors de la conception, l’armement principal des frégates était un canon de 5 pouces/54 calibres Mark 45, complété par un système de lancement vertical Mark 41 à huit cellules pour les missiles RIM-7 Sea Sparrow ou RIM-162 Evolved Sea Sparrow, deux mitrailleuses de 12,7 millimètres (.50 pouce) et deux ensembles de tubes lance-torpilles triples Mk 32 SVTT, tirant initialement des torpilles Mark 46, mais plus tard mis à niveau pour utiliser la torpille MU90 Impact,,. Ils ont également été conçus pour, mais non dotés immédiatement, d’un système d'arme rapproché de deux Mini Typhoon, installés si nécessaire à partir de 2005, deux lanceurs de missiles antinavires Harpoon à quatre tubes (qui ont été installés sur les navires de la RAN à partir de 2005), et un deuxième lanceur Mark 41 (qui n’a pas été ajouté),,. Les frégates Anzac australiennes utilisent un hélicoptère Sikorsky S-70B-2 Seahawk. Les plans pour les remplacer par des Kaman SH-2G Super Seasprite ont été annulés en 2008 en raison de problèmes persistants,,.

## Histoire opérationnelle
Le HMAS Ballarat a été mis en chantier le 4 août 2000 à Williamstown, dans l’État de Victoria. Le navire a été assemblé à partir de six modules de coque et de six modules de superstructure. Les modules de superstructure ont été fabriqués à Whangarei, en Nouvelle-Zélande, et les modules de coque ont été construits à Williamstown et à Newcastle, en Nouvelle-Galles du Sud, avec une intégration finale à Williamstown. Il a été lancé le 25 mai 2002 et mis en service dans la RAN le 26 juin 2004. Il fut le huitième navire de sa classe à être construit et le sixième à entrer en service dans la RAN. La devise et l’insigne du HMAS Ballarat sont des références aux événements de la Révolte d'Eureka, qui s’est déroulé à Ballarat en 1854.
Au début de l’année 2005, le HMAS Ballarat a participé à l’opération Relex II, une opération de protection des frontières dans les eaux septentrionales de l’Australie. Le HMAS Ballarat s’est échoué le 22 janvier 2005 au large de l’île Christmas près de Flying Fish Cove, causant des dommages au gouvernail et aux hélices à cause du sable et du corail. L’équipage n’a pas été blessé.

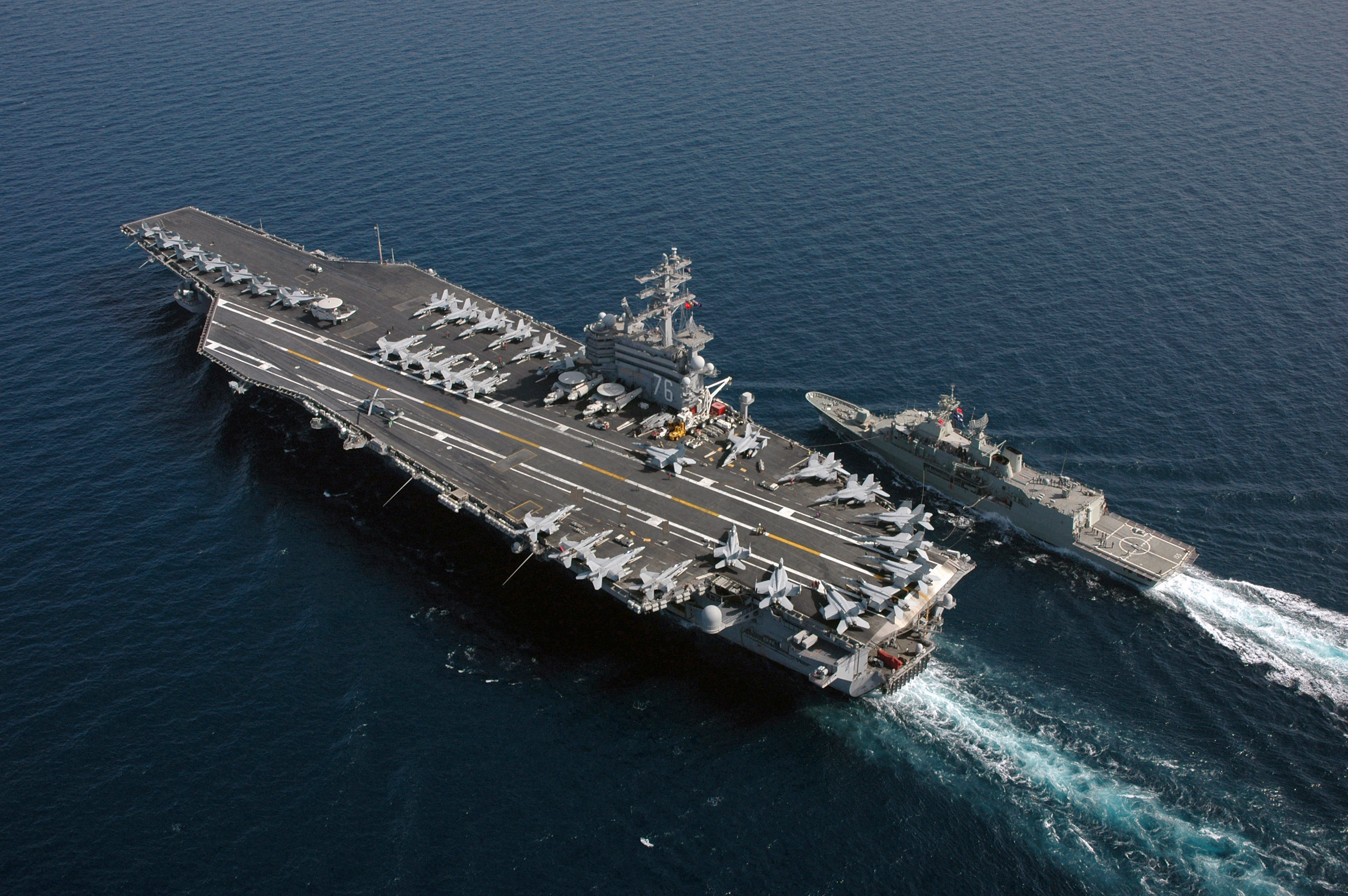
Le HMAS Ballarat se ravitaille en carburant auprès de l’ le 21 avril 2006

En mars 2006, le HMAS Ballarat a été déployé dans le golfe Persique pour relever le HMAS Parramatta dans le cadre de l’opération Catalyst, la contribution de la Force de défense australienne à la réhabilitation et à la reconstruction de l’Irak.
En décembre 2006, une demande des membres de l’équipage du navire a conduit à la relance de Ballarat Bitter, une bière brassée à l’origine à Ballarat mais arrêtée en 1989. Le produit de la vente des deux versions limitées a été versé aux organismes de bienfaisance de Centraide. La mascotte de la marque, Ballarat Bertie, a été adoptée par le navire en tant que mascotte.
Dans la matinée du 13 mars 2009, le HMAS Ballarat était l’un des dix-sept navires de guerre impliqués dans une cérémonie de revue de la flotte dans le port de Sydney, le plus grand rassemblement de navires de la RAN depuis le bicentenaire de l’Australie en 1988. La frégate était l’un des treize navires participant à la cérémonie d’entrée par Sydney Heads, et a jeté l’ancre dans le port pour la revue.
Le 20 avril 2009, le HMAS Ballarat et la frégate de classe Adelaide HMAS Sydney ont quitté Sydney dans le cadre de l’opération Northern Trident, un voyage autour du monde de six mois par les deux navires, avec de nombreuses visites diplomatiques et des exercices conjoints avec des marines étrangères. Dans la nuit du 17 mai, le HMAS Ballarat et le HMAS Sydney portent secours à deux navires marchands dans le golfe d'Aden, repoussant deux groupes distincts de pirates somaliens qui attaquaient les navires. Le HMAS Ballarat escorta un convoi impromptu de huit navires, y compris les deux qui avaient été attaqués, en lieu sûr, tandis que le HMAS Sydney restait dans la zone pour signaler les incidents à la Force opérationnelle multinationale 151.
Le HMAS Ballarat a achevé en septembre 2015 la mise à niveau de sa défense antimissile antinavire (ASMD). La mise à niveau comprenait l’installation de radars à réseau phasé CEAFAR et CEAMOUNT de CEA Technologies sur de nouveaux mâts, un système de recherche et de poursuite infrarouge Vampir NG et des systèmes de radar de navigation Sharpeye, ainsi que des améliorations de l’équipement et de l’aménagement de la salle des opérations.
En septembre 2018, le HMAS Ballarat a navigué au pied levé pour participer au sauvetage de deux marins autour du monde dans le sud de l’océan Indien. Le navire a ramené l’un d’entre eux en Australie depuis l’île Amsterdam après qu’il ait été secouru par un bateau de pêche français.
En avril 2021, le HMAS Ballarat a participé à la recherche du sous-marin disparu de la marine indonésienne KRI Nanggala (402). Le mois suivant, le navire a participé aux efforts visant à faire appliquer des sanctions contre la Corée du Nord dans le cadre de l’opération Argos.